# 神通滝
神通滝（じんつうだき）は、徳島県神山町にある神通谷川の滝。落差は30m。とくしま水紀行50選選定。

## 地理
鮎喰川の支流である神通谷川に懸かる滝。雨乞の滝と同様に、神山町を代表する滝のひとつとして知られている。滝壺のすぐ前まで近寄れるが、滝からの飛沫を含んだ風が吹き上げてきて、まっすぐ立っていられないほどの勢いである。
2月上旬頃には酷寒が続くと氷瀑が現れる。

## 交通
- JR「徳島駅」より車で約80分。
- 徳島自動車道「藍住インターチェンジ」より車で約1時間45分。